# تومسون ويكس
تومسون ويكس هو محامي وسياسي أمريكي، ولد في 5 نوفمبر 1832، وتوفي في 12 فبراير 1901. نشط حزبياً في الحزب الجمهوري. وقد انتخب عضو جمعية ولاية ويسكونسن ‏ وانتخب عضو مجلس ولاية ويسكونسن ‏.